# Taniec Światowida
Taniec Światowida – album zespołu rockowego Hades, zawierający wybór nagrań archiwalnych z lat 1979–1980. Opus magnum krążka, tj. trzyczęściowa suita tytułowa Taniec Światowida, to konglomerat rocka progresywnego z elementami art-rocka i jazz-rocka. Płyta zawiera również pierwotną wersję suity, która odstaje jakością dźwięku od reszty materiału, lecz z punktu widzenia historycznego, jak i artystycznego – była nie do pominięcia na tym wydawnictwie. Repertuar płyty uzupełniają trzy krótsze utwory: Fetysz – mający w sobie coś z klimatu dokonań Santany i Wishbone Ash; Sesja letnia – swingujący, rozimprowizowany utwór – ciążący w stronę jazzu oraz Blues o włosach – piosenka o charakterze bluesowym i zarazem jedyny w tym zestawie utwór, okraszony partią wokalną w wykonaniu gitarzysty Lecha Niedźwiedzińskiego. A także notka w której przedstawił on historię działalności zespołu.

## Lista utworów[1]
1. „Taniec Światowida (wersja 2: Oddechy, Walc, Taniec Światowida)” (muz. Lech Niedźwiedziński) – 15:14
2. „Fetysz” (muz. Lech Niedźwiedziński) – 5:11
3. „Sesja letnia” (muz. Lech Niedźwiedziński) – 5:04
4. „Blues o włosach” (muz. Lech Niedźwiedziński – sł. Józef Ratajczak) – 4:29
5. „Taniec Światowida (wersja 1: Pierwsza przymiarka, Walc, Taniec Światowida)” (muz. Lech Niedźwiedziński) – 14:52

## Składy zespołu[1]
- Lech Niedźwiedziński (lider i założyciel zespołu)[3] – gitara, śpiew (4)
- Cezary Maćkowiak – Clavinet D6, pianino (1, 5)
- Ryszard Karpiński – gitara basowa (1, 5)
- Ireneusz Andrzejewski – gitara (2-4)
- Marek Andrzejewski – gitara basowa (2-4)
- Włodzimierz Rewers – perkusja

## Opracowanie[1]
- Redakcja, mastering, opracowanie graficzne – Paweł Nawara
- Koordynacja projektu – Marek Trepko
- Projekt graficzny okładki – Julita Antonkiewicz
- Zgranie taśm archiwalnych – Robert Luchowski